# Kirsten Emmelmann
Kirsten Emmelmann (f. Siemon), född den 19 april 1961 i Warnemünde, är en tysk före detta friidrottare som under 1980-talet tävlade för Östtyskland på 400 meter.
Emmelmanns främsta framgångar under karriären kom i den långa stafetten över 4 x 400 meter. Två gånger blev hon Europamästare i stafett, en gång världsmästare och dessutom bronsmedaljör vid Olympiska sommarspelen 1988 i Seoul. Som stafettlöpare var hon med i det lag som vid EM 1982 satte ett nytt världsrekord med tiden 3.19,05. Individuellt blev hennes bästa placeringen en bronsmedalj på 400 meter vid VM i Rom 1987 efter Olga Bryzgina och Petra Schersing. Dessutom slutade hon på fjärde plats vid EM 1986.
Kirsten Emmelmanns personliga rekord på 400 meter blev 50,07 från en tävling i Berlin 1985.
Kirsten Emmelmann gifte sig 1984 med sprintern Frank Emmelmann.